# Јувенилни псоријазни артритис
Јувенилни псоријазни артритис (ЈПсА) је серонегативни артритис који настаје пре 16 године живота и удружен је са псоријазом која претходи артритису или се јавља у наредних 15 година. Болест се јавља код 33-62% деце са артритисом, често пре манифестних кожних промена. Може бити олигоартикуларног или асиметричног полиартикуларног типа. У лечењу ЈПсА примењује се терапијски алгоритам у зависности од облика и тежине артритиса.

## Епидемиологија
Јувенилни псоријазни артритис јавља се код 2‐15% болесника са јувенилним идиопатским артритисом
(JIA) и преваленцом 10‐15 на 100.000 становника.

## Етиологија
Код јувенилног псоријазног артритиса уз артритис присутне су и промене на кожи које одговарају псоријази.
Псоријаза је кожно обољење које карактеришу печатасте промене на кожи које се љуште. Обично се налазе у пределу лактова и колена. Кожне промене могу да претходе или да се јаве после почетка артритиса.

## Клиничка слика
ЈПсА као један од облика карактерише се различитим клиничким манифестацијама и различитим исходом.

## Дијагноза
У моменту постављања дијаганозе, да би се јасно одредио облик артритиса, уколико нису присутне псоријазне промене на кожи, потребно је урадити одређене лабораторијске анализе, на основу којих може да се процени, да ли постоји ризик на настанак комликација као што је хронични иридоциклитис.
Реуматоидни фактор (РФ) је аутоантитело које је стално присутно у високој концентрацији једино у полиартикулном облику јувенилног артритиса. Аутоантитела су специфичне материје присутне у крви, које су производ поремећене реакције имунског система организма. Она реагују са сопственим ткивима у овом случају са структурама зглобова.
Антинуклеусна антитела (АНА) су такође производ поремећеног имуног одоговора и њихово присутво код деце млађег узраста са олигоартритисом, указује да постоји повишен ризик за настанак хроничног иридоциклитиса.
Одређивање ХЛА Б27 (молекула који спада у групу ћелијских маркера, обележивача). Његово присуство на ћелијама у организму се потврђује посебним анализама крви. У општој популацији учесталост овог налаза је око 5-8%, док се код деце која уз артритис имају и ентензитис среће и у до 80% случајева.
Друге анализе као што су брзина седиментације еритроцита (СЕ) и Ц-реактивни протеин (ЦРП) одређују степен запаљења. Ове анализе су корисне за праћење резултата лечења, мада већи значај има клинички налаз на зглобовима.
| Дијагностички критеријуми за јувенилни псоријазни артритис                                                                       |
| --- |
| I. Истовремено присуство артритиса и псоријазе или                                                                               |
| II. Присутво два од 3 знака - 1. дактилитис, - 2. промене на ноктима, - 3. анамнестички подаци о псоријази код блиских сродника. |

## Терапија
Терапија код јувенилног псоријазног артритиса усмерава се на; ублажавање и сузбијање симптома (пре свега бола), помагање детету да максимално користи оболеле зглобове и побољшавање функција оболелог зглоба или зглобова, смањење физичке неспособности, уклањање фактора ризика, едукација болесника (здрав начина живота).
| Препоруке за лечење остоартритиса по фазама болести                                                                       | Препоруке за лечење остоартритиса по фазама болести                                                                           | Препоруке за лечење остоартритиса по фазама болести                                                                                            |
| ФАЗА 1 Иницијално лечење                                                                                                  | ФАЗА 2 Перзистентни бол или прогресивни бол или погоршање ограничења покрета                                                  | ФАЗА 3 Изражене тегобе и поред мера из фазе 2                                                                                                  |
| --- | --- | --- |
| - едукација - смањење телесне тежине код гојазних - физикална терапија (кинезитерапија) - благи лекови за ублажавање бола | - наставк фазе 1 - консултовање реуматолога - НСАЛ - интраартрикуларна примена кортикостероида - примена ортопедских помагала | - наставак фазе 1 и 2 - интраартикуларна примена хијалуронске киселине - консултовање ортопедског хирурга и хируршки захват према индикацијама |

Терапија ЈПсА укључује примену следећих лекова:
НСАИЛ
Нестероидни антиинфламаторни лекови (НСАИЛ) су прва линија лекова који се користи у јувенилном артритиса са циљем да контролишу бол и упалу (оток).
Кортикостероиди
Кортикостероиде као што је преднизон могу се применити орално или убризгавањем у зглоб и имају за циљ да ублаже инфламацију упаљених зглобова.
Биолошки лекови
Биолошке модификатори (БРМс), као што су анти-ТНФ лекови, су класа лекова који инхибирају протеине и зову се цитокини. Они се убризгавају под кожу или путем инфузије у вену.
Остали лекови
- Метотрексат се често користе у комбинацији са НСАИЛ за лечење упала и смањење ризик настанка промена на костијма и хрскавици.[7]